# Anodonthyla nigrigularis
Anodonthyla nigrigularis Glaw & Vences, 1992 è una rana della famiglia Microhylidae, endemica del Madagascar.